# Travis Cooper (Biathlet)
Travis Cooper (* 11. September 1996 in Soldotna) ist ein US-amerikanischer Biathlet.

## Herkunft
Travis Cooper wuchs in Kenai im US-Bundesstaat Alaska auf und besuchte dort die Kenai Central High School. In der siebten Klasse der Mittelschule bestritt er seine ersten Skirennen. In den vier Jahren an der High School bestritt er weiterhin Langlaufrennen und nahm an drei nationalen Langlaufmeisterschaften der Junioren teil. Im letzten Jahr an der High School trat er der Nationalgarde Alaskas bei und wechselte zum Biathlon.

## Karriere
Seine ersten internationalen Biathlonrennen bestritt Travis Cooper bei den Biathlon-Juniorenweltmeisterschaften 2016 in Cheile Grădiștei. Bis zum Ende des Winters 2016/17 nahm er auch an den Biathlon-Juniorenweltmeisterschaften 2017 in Brezno-Osrblie, den Biathlon-Junioreneuropameisterschaften 2017 in Nové Město na Moravě sowie an zwei Rennen des IBU-Junior-Cups auf der Pokljuka-Hochebene in Slowenien teil. Nachdem er einen Winter lang an keinen internationalen Rennen teilgenommen hatte, folgte Anfang der Saison 2018/19 sein Debüt im IBU-Cup in Idre. Anschließend wurde er der Weltcupmannschaft zugeteilt und bestritt im Dezember und Anfang Januar mehrere Rennen im Rahmen des Biathlon-Weltcups 2018/19. Den Rest der Saison wechselte er zwischen IBU-Cup und Weltcup, bei den IBU-Cup-Rennen in Lenzerheide erreichte er in der Single-Mixedstaffel gemeinsam mit Deedra Irwin den achten Platz und damit seine erste Top-10-Platzierung im IBU-Cup. Kurz darauf nahm er auch an den Biathlon-Europameisterschaften 2019 in Minsk teil. Anfang der Saison 2019/20 nahm er an den Rennen in Östersund und Hochfilzen teil, erreichte in den Einzelrennen jedoch immer nur einen der letzten Plätze. Den Rest der Saison bestritt er Rennen im zweitklassigen IBU-Cup und bei den Biathlon-Europameisterschaften 2020 in Minsk und konnte sich mehrere Male innerhalb der Punkteränge platzieren.

## Statistik

### Biathlon-Weltcup-Platzierungen
Die Tabelle zeigt alle Platzierungen (je nach Austragungsjahr einschließlich Olympische Spiele und Weltmeisterschaften).
- 1.–3. Platz: Anzahl der Podiumsplatzierungen
- Top 10: Anzahl der Platzierungen unter den ersten zehn (einschließlich Podium)
- Punkteränge: Anzahl der Platzierungen innerhalb der Punkteränge (einschließlich Podium und Top 10)
- Starts: Anzahl gelaufener Rennen in der jeweiligen Disziplin
- Staffel: inklusive Mixed- und Single-Mixed-Staffeln

| Platzierung              | Einzel | Sprint | Verfolgung | Massenstart | Staffel | Gesamt |
| ------------------------ | ------ | ------ | ---------- | ----------- | ------- | ------ |
| 1. Platz                 |        |        |            |             |         |        |
| 2. Platz                 |        |        |            |             |         |        |
| 3. Platz                 |        |        |            |             |         |        |
| Top 10                   |        |        |            |             |         |        |
| Punkteränge              |        |        |            |             | 5       | 5      |
| Starts                   | 3      | 6      | 1          |             | 5       | 15     |
| Stand: 31. Dezember 2021 |        |        |            |             |         |        |